# Terville Florange Olympique Club 2011-2012
Questa voce raccoglie le informazioni riguardanti il Terville Florange Olympique Club nelle competizioni ufficiali della stagione 2011-2012.

## Organigramma societario
Area direttiva
- Presidente: Daniel Mroczkowski

Area tecnica
- Allenatore: Pompiliu Dascalu

## Rosa
| N° | Nome              | Ruolo | Data di nascita | Nazionalità sportiva |
| -- | ----------------- | ----- | --------------- | -------------------- |
| 1  | Elyse Glab        | P     | 14 gennaio 1989 | Stati Uniti          |
| 2  | Tiphaine Sevin    | P     | 24 giugno 1993  | Francia              |
| 3  | Anne Neu          | L     | 7 aprile 1980   | Francia              |
| 5  | Laura Jones       | S     | 17 marzo 1984   | Stati Uniti          |
| 6  | Vanessa Bonacossi | S     | 19 gennaio 1986 | Francia              |
| 8  | Juliana Barros    | C     | 13 luglio 1983  | Brasile              |
| 11 | Arjola Prenga     | S     | 9 maggio 1986   | Albania              |
| 12 | Sylvana Dascalu   | C     | 14 maggio 1994  | Francia              |
| 13 | Polina Bratuhhina | S/O   | 7 dicembre 1987 | Estonia              |
| 18 | Grace Carter      | C     | 10 agosto 1989  | Regno Unito          |